# Цай Юнь
Цай Юнь (кит. упр. 蔡赟, пиньинь Cài Yūn, род. 19 января 1980 года, в городе Сучжоу, провинция Цзянсу) — китайский бадминтонист, выступающий в мужском парном разряде в паре с Фу Хайфэном.

## Карьера
- На Олимпийских Играх 2008 в Пекине завоевал серебряную медаль в мужском парном разряде.
- Чемпион мира 2011 года в мужском парном разряде.
- Олимпийский чемпион в мужском парном разряде на Олимпийских играх 2012 года в Лондоне.

## Личная жизнь
Женат. Его супруга раньше выступала за сборную Китая по синхронному плаванию, а сейчас является тренером национальной команды. Супруги воспитывают дочь.